# Majki-Tykiewki
Majki-Tykiewki (prononciation : [ˈmai̯ki tɨˈkʲɛfki]) est un village polonais de la gmina de Sypniewo dans le powiat de Maków de la voïvodie de Mazovie dans le centre-est de la Pologne.
Il se situe à environ 3 kilomètres au nord-est de Sypniewo siège de la gmina, 23 kilomètres au nord-est de Maków Mazowiecki siège du powiat et à 93 kilomètres au nord de Varsovie (capitale de la Pologne).

## Histoire
De 1975 à 1998, le village appartenait administrativement à la voïvodie d'Ostrołęka.